# Prochromadorella mediterranea
Prochromadorella mediterranea är en rundmaskart som först beskrevs av Heinrich Micoletzky 1922.  Prochromadorella mediterranea ingår i släktet Prochromadorella och familjen Chromadoridae. Inga underarter finns listade i Catalogue of Life.